# Raccordement de Sarrebourg à Sarraltroff
Le raccordement de Sarrebourg à Sarraltroff est une ligne de chemin de fer française du département de la Moselle. Elle relie la gare de Sarrebourg, située sur la ligne de Paris-Est à Strasbourg-Ville, à la ligne de Réding à Metz-Ville à proximité de Sarraltroff.
Elle constitue la ligne no 114 300 du réseau ferré national.
Dans l'ancienne nomenclature de la région Est de la SNCF, cette courte ligne était simplement désignée en tant que « Raccordement de Sarraltroff ».

## Histoire
La ligne, partie d'un itinéraire de Sarreguemines à Sarrebourg, est concédée par le conseil général de la Meurthe à la Société belge de chemins de fer, par un traité signé le 19 octobre 1867. Ce traité est approuvé et la ligne est déclarée d'utilité publique, à titre d'intérêt local, par un décret impérial le 11 octobre 1868.
La ligne est mise en service le 1er novembre 1872 par la Direction générale impériale des chemins de fer d'Alsace-Lorraine. À l'origine, elle constituait une section de la ligne Sarrebourg - Sarreguemines (via Berthelming et Sarre-Union). Les sections Réding - Sarraltroff et Berthelming - Rémilly de la ligne Réding - Metz sont ouvertes en 1877,.

## Description de la ligne

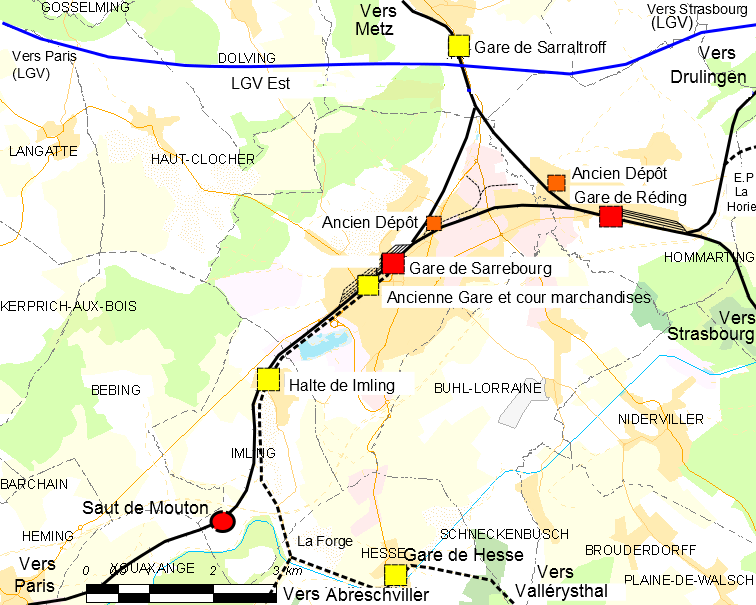
Plan des lignes du secteur ferroviaire de Sarrebourg – Réding.

Ce raccordement, limité à 60 km/h, permet à certains trains de voyageurs (TER) en provenance de Metz de desservir Sarrebourg, où ils sont alors terminus ; cependant, après avoir effectué un rebroussement, une partie de ces trains poursuivent leur trajet vers Strasbourg. Cette infrastructure a également été empruntée par les trains régionaux reliant Sarrebourg à Sarre-Union et Sarreguemines ; depuis 2000, cette liaison est assurée par des autocars.
Le raccordement part de la gare de Sarrebourg, en direction du nord-est, et passe devant l'ancien dépôt (démoli en 1996). Puis, il longe la Sarre et la zone industrielle de Sarrebourg. Un passage à niveau permet à une route d'accéder à une station d'épuration. Il rejoint la ligne de Réding à Metz-Ville, peu après avoir franchi la Bièvre.